# 静岡鉄道菊川営業所
静岡鉄道菊川営業所（しずおかてつどうきくがわえいぎょうしょ）は、かつて静岡県小笠郡菊川町に存在した静岡鉄道自動車部の事業所である。1987年（昭和62年）に廃止され、浜岡営業所に移管された。

## 所在地
- 1943年（昭和18年）- 1963年（昭和38年）静岡県小笠郡堀之内町堀之内（1954年より菊川町堀之内255-9）[1]
  - 跡地は静岡鉄道の直営で静鉄ストアー菊川店（のちにファミリーストア菊川店）となったが、[2] さらに駅南地区土地区画整理事業により現在は駅前ロータリーと都市計画道路菊川駅前通り線となっている。[3]
- 1963年（昭和38年）- 1987年（昭和62年）静岡県小笠郡菊川町本所1105-1
  - 菊川営業所廃止後は1990年（平成2年）まで浜岡営業所の車庫として存続したが、ファミリーストア菊川店が菊川駅前から再度移転し、1996年（平成8年）4月にしずてつストア菊川店に改称。さらに1999年（平成11年）12月にしずてつストア菊川店は菊川町半済に移転し、営業所跡地は現在フリースクール施設となっている。

## 概説
堀之内軌道運輸から譲受した藤相鉄道の乗合自動車事業を母体に、静岡電気鉄道、中遠鉄道など5社の戦時統合により静岡鉄道が発足し、堀之内自動車車庫が開設された。戦後は堀之内営業区（町村合併による菊川町誕生に伴い菊川営業区に改称）を経て、1950年代後半に機構改正によって菊川営業所となった。
「御前崎線」（菊川 - 御前崎間）が大正時代から続く基幹路線であったが、戦後は「国道本線」（袋井 - 静岡区間）とその区間分離によって誕生した「西部国道本線」（袋井 - 金谷間）を袋井営業所、掛川営業所と共管していた。
戦後、榛原郡町村会が大井川鉄道延長期成同盟会を結成し、大井川鉄道の金谷から御前崎への延伸が要望された。このため小笠・榛南地域に新規路線の競願問題が発生したが1950年代末期に決着し、以降は相互乗り入れの路線計画が進行した。
1960年代に入ると「西部国道本線」に並行して遠州鉄道や大井川鉄道との相互乗り入れで国道1号新国道（現 県道415号、県道381号）を経由する急行路線が開設されるが、掛川 - 金谷間は菊川を経由せず新国道の日坂経由としたため担当は無かった。1960年代末期に東名高速道路が開通し「東名静岡浜松線（特急）」が開設されたが、開業当初は減便された「急行静岡浜松線」を担当していた静岡市内の営業所の管轄で、ようやく1970年代半ばに菊川インターチェンジ発着を入出庫便とした「東名静岡浜松線（特急）」を担うようになった。
1970年代以降、路線バス利用者は年々減少して行くが、菊川町は周囲を牧之原台地に囲まれ、当時は茶園に点在する集落をつなぐ不採算路線が多かった一方で、菊川駅から南部に向かっては東名高速道路菊川インターチェンジが開通し、小笠南部からの通勤・通学需要が多かった。加えて浜岡町では浜岡原子力発電所建設に伴い周辺の開発が進行し、1980年代には「特急静岡御前崎線」の浜岡系統も開設されたことから、1980年代後半に菊川地区の路線を整理縮小し、浜岡営業所に全路線を移管し廃止となった。

## 沿革
- 1916年（大正5年）3月1日 - 堀之内 - 吉沢 - 大沢原間に路線が開設され、のちに堀之内軌道運輸に承継された。[4]
- 1925年（大正14年）
  - 2月10日 - 堀之内軌道運輸が池新田自動車を買収し、堀之内 - 地頭方・御前崎間の営業権を承継した。[4][5]
  - 9月28日 - 堀之内軌道運輸が堀之内 - 大坂間に路線を開設した。[4]
- 1935年（昭和10年）7月 - 堀之内軌道運輸が軌道営業を廃止し、乗合自動車事業を藤相鉄道に譲渡した。[6][7][8]
- 1943年（昭和18年）5月15日 - 静岡電気鉄道、静岡乗合自動車、藤相鉄道、中遠鉄道、静岡交通自動車の5社の戦時統合によって静岡鉄道が設立され、堀ノ内駅前に堀之内自動車車庫が開設された。[9][10][11]
- 1947年（昭和22年）1月18日 - 榛原郡町村会長（大井川鉄道延長期成同盟会会長）から大井川鉄道、運輸大臣、静岡県知事に対し大井川鉄道の榛南地域への路線延長（金谷 - 御前崎間）の陳情書が提出された。また、運輸大臣、県知事に対しての陳情書には過渡的措置として省営バス（国鉄バス）の運行が追加されていた。これを受け、大井川鉄道が従来の営業エリアから小笠南部、榛南方面への路線網の拡大を計画し、静岡鉄道との競願となっていった。[12]
- 1948年（昭和23年）- 増資を行い市外の路線の復興のために組織を整備し、袋井営業所堀之内営業区を開設した。[13][14]
- 1953年（昭和28年）- 貸切自動車事業を開始した。[10]
- 1954年（昭和29年）- 町村合併により菊川町が誕生し、堀之内営業区が菊川営業区となった。
- 1958年（昭和33年）
  - 6月1日 - 機構改正により菊川営業区が菊川営業所に、浜岡分区が浜岡支所となった。[15]
  - 6月5日 - 大井川鉄道との競願交渉が決着し、菊川営業所の管轄で「浜岡線」「佐倉地頭方線」が運行を開始した。
- 1961年（昭和36年）11月 - 労働環境改善のため菊川営業所の改良工事が行われた。[16]
- 1963年（昭和38年）- 輸送力増強と車両の大型化に対応するため菊川駅前から菊川町本所に営業所を移転。[10][11] 同年12月21日、駅前の営業所跡地に静岡鉄道直営で静鉄ストアー菊川店が開業した。[17][2]
- 1967年（昭和42年）静岡鉄道駿遠線の新袋井 - 新三俣間が廃止され、南大坂駅の跡地にバスターミナル（反転地）が開設された。
- 1969年（昭和44年）
  - 2月 - 菊川駅前の静鉄ストアーが「ファミリーストア菊川店」に改称された。[2]
  - 3月15日 - 遠州鉄道と相互乗り入れで 「東名静岡浜松線」が開設された。
- 1973年（昭和48年）3月3日 - 浜岡支所を池新田中町から池新田南部に移転し、浜岡営業所を開設した。なお、観光営業所を併設していたため営業所を名乗ってはいたが、当初は有蓋車庫は有するものの整備場は無く、車両の運用管理は引き続き菊川営業所が行っており、自動車部としては引き続き菊川営業所浜岡支所であった。
- 1976年（昭和51年） - 1階を整備場、2階を事務所とする菊川営業所新社屋が竣工した。[10][18]
- 1978年（昭和53年）- 大東町役場にバスターミナルが開設され「内田大坂線」「平田大坂線」の運行経路が変更された。また、「大坂線」の南大坂 - 新横須賀間が廃止され、南大坂から大東町役場への乗り入れを開始した。
- 1984年（昭和59年）3月21日 -「特急静岡御前崎線」に浜岡営業所発着の系統が新設され、これに併せて「東名静岡浜松線」担当車両が菊川営業所から浜岡営業所（車庫）に配置され、朝晩の菊川営業所からの入出庫が浜岡からの入出庫となった。[19][20]
- 1987年（昭和62年）7月 - 浜岡営業所へ移管し菊川営業所を廃止、浜岡営業所の菊川車庫となった。
- 1990年（平成２年）1月 - 菊川車庫が廃止された。[21]

## 所管していた路線
菊川営業所の廃止の際には次の路線を浜岡営業所に移管した。

### 御前崎線
- 運行系統および主要停留所
  - 堀野新田経由：菊川駅前 - 東名菊川 - 平田 - 南山 - 新野 - 浜岡町 - 雨垂 - 堀野新田 - 御前崎  - 御前崎サンホテル
  - 新神子経由  ：菊川駅前 - 東名菊川 - 平田 - 南山 - 新野 - 浜岡町 - 雨垂 - 新神子 - 御前崎  - 御前崎サンホテル
  - 新野経由     ：菊川駅前 - 東名菊川 - 平田 - 南山 - 新野 - 浜岡町 - （浜岡町役場） - 浜岡営業所
  - 千浜経由     ：菊川駅前 - 東名菊川 - 平田 - 南山 - 千浜 - 合戸 - 高松 - 浜岡町 - （浜岡町役場） - 浜岡営業所
- 概説
  - 堀ノ内軌道運輸が競合路線の買収によって開設した路線であり、菊川駅前から現在の県道79号線、県道37号線を経て御前崎市に向かう菊川営業所の主要路線であった。
  - 営業所廃止時に浜岡営業所に移管され、現在も「菊川浜岡線」として菊川駅 - 浜岡営業所間が維持されている。また、国土交通省の地域公共交通確保維持改善事業における地域間幹線系統に位置付けられ、沿線の菊川市、御前崎市が国・県と併せて補助を実施している。[22]

### 西部国道線
- 運行系統および主要停留所
  - 掛川駅前 -（連雀・神代地）- 仁藤 - 葛川 - 満水 - 堀の内小学校前 - 菊川駅前 - 静鉄菊川営業所 - 吉沢 - 沢水加 - 大沢原 - 猪土井 - 金谷駅
- 概説
  - 戦後、袋井 - 興津間に開設された「国道本線」が1950年代後半に、西部（袋井 - 金谷間）、中部（金谷 - 静岡間）、東部（静岡 - 興津）に区間分離されたが、さらに1970年代前半には「西部国道本線」が袋井 - 掛川間と掛川 - 金谷間に分離され、菊川営業所は掛川 - 金谷間を掛川営業所と共管した。
  - 分離後数年で菊川 - 金谷区間が廃止となったものの、掛川 - 菊川区間はリゾート施設つま恋の開業などにより系統を維持していた。
  - 国鉄分割民営化に際して1980年代中盤から東海道本線に都市型ダイヤが導入されたことにより利用者減少に拍車が掛かり、1990年代前半には「西部国道線」の全区間が廃止された。

### 倉沢線、和田公園線
- 運行系統および主要停留所
  - 菊川駅前 - 潮海寺 - 和田 - 吉沢 - 友田 - 下倉沢 - 上倉沢
- 概説
  - 「国道本線」の吉沢から分岐して現在の県道234号を菊川、東海道本線に沿って菊川駅と上倉沢を結ぶ路線であった。なお、上倉沢からは大井川鉄道が「神谷城線」として、現在の県道234号と県道381号（旧国道1号）を経由して金谷駅を結んでいた。
  - 和田 - 上倉沢間は廃止となったが、テニスコートやプール等の施設を有する和田公園へのアクセスのために日曜祝日の運行が多い「和田公園線」として1990年代末期まで維持された。
- 沿革
  - 1958年（昭和33年）12月現在の時刻表では「倉沢線」が開設されている。[23]
    - 倉沢線：菊川駅 - 日の出町 - 潮海寺 - 掛下 - 矢田部 - 和田 - 吉沢橋 - 吉沢 - 友田 - 友田東 - 下倉沢 - 上倉沢
    - 大井川鉄道 神谷城線：上倉沢 - 菊川橋 - 宮崎町 - 金谷駅

  - 1959年（昭和34年）の時刻表では1日7往復が運行されていた。[24]
  - 1975年（昭和50年）の時刻表では1日11往復が運行されていた。[25]
  - 1977年（昭和52年）の路線図では次の運行経路であった。[26]
    - 菊川駅前 - 日の出町 - 静鉄菊川営業所前 - 潮海寺 - 掛下 - 矢田部 - 和田 - 吉沢橋 - 吉沢 - 河城保育園前 - 友田 - 友田東 - 下倉沢 - 上倉沢

  - 1985年（昭和60年）の時刻表では1日8.5往復の運行にまで減少している。
  - 1987年（昭和62年）7月 - 浜岡営業所に移管された。
  - 1993年（平成5年）4月1日 - 和田 - 上倉沢間の運行を休止し「和田公園線」となった。[27]平日6.5往復、土日祝日10往復が運行されていた。。[28][29]
    - 菊川駅前 - 日の出町 - ファミリー菊川店前 - 潮海寺 - 掛下 - 矢田部 - 和田

  - 1995年（平成7年）3月31日 - 和田 - 上倉沢間が廃止された。[27]
  - 1999年（平成11年）3月31日 - 利用者減少により廃止された。[27]

### 菊川仁王辻線
- 概説
  - 1970年代後半に「菊川榛原線」の区間縮小により誕生した路線であり、1980年代半ばには「浜岡線」の仁王辻 - 金谷駅間を統合し、「菊川・浜岡・仁王辻線」として時刻表に掲載されていた。
- 沿革
  - 1977年（昭和52年）2月の路線図では次の運行経路であった。[26]
    - 菊川駅前 - 菊川病院前 - 菊川会館前 - 五丁目東 - 六郷小学校前 - 牛渕 - 仁王辻 - 丸尾原下

  - 1985年（昭和60年）3月14日 - 「浜岡線」の丸尾原下 - 浜岡営業所間を廃止し、金谷駅 - 仁王辻間を「菊川仁王辻線」に統合し「浜岡・菊川・仁王辻線」となった。
    - 菊川駅前 - 菊川病院前 - 菊川農協前 - 五丁目東 - 六郷小学校前 - 牛渕 - 仁王辻 - 県茶業試験場前 - 猪土井 - 金谷駅
    - 菊川駅前 - 菊川病院前 - 菊川農協前 - 五丁目東 - 六郷小学校前 - 牛渕 - 仁王辻 - 丸尾原下

  - 1987年（昭和62年）7月 - 浜岡営業所に移管された。
  - 1988年（昭和63年）9月10日 - 廃止。[27]

### 東名静岡浜松線（特急）
- 運行系統および停車停留所
  - 新静岡 - 静岡駅前 - 南安倍町 - 東名静岡 - 東名焼津西 - 東名大井川 - 東名吉田 - 東名牧の原 - 東名菊川 -  東名掛川 - 東名袋井 - 東名岡津 - 東名磐田 - 東名浜松 - 宮竹 - 浜松駅前 -（遠鉄）浜松 (200)
  - 新静岡 -（この間 上記区間と同）- 東名菊川 (202)
  - 東名菊川 -（この間 上記区間と同）- 浜松駅前 -（遠鉄）浜松
- 概説
  - 1960年代末期、東名高速道路開通に合わせて、それまでの国道経由の「急行静岡浜松線」に代わる静岡 - 浜松間の都市間輸送を担う路線として開設された。遠州鉄道との相互乗り入れで、当初は同線の開業に伴い大幅に減便された「急行静岡浜松線」を所管していた静岡市内の営業所が静鉄便を担当した。
  - 1970年代半ばには菊川営業所に移管され、菊川インターチェンジからの入出庫となり、さらに1980年代前半に「特急静岡御前崎線」の浜岡系統が開設された際に担当車両は浜岡営業所の専属となった。
  - 1980年代後半、菊川営業所の廃止により浜岡営業所に移管された後、1994年（平成6年）に廃止された。

### 特急静岡御前崎線
- 運行系統および主要停留所
  - 新静岡 - 静岡駅前 - 静岡インター入口 - 東名焼津西 - 東名大井川 - 吉田インター入口 - 吉田高校前 - 上吉田 - 根松 - 榛原町 - 相良営業所 - 地頭方辻 - 堀野新田 - 浜岡原子力館前 - 浜岡営業所 - 町立浜岡病院 (103)
- 概説
  - 1984年（昭和59年）3月に新静岡 - 御前崎サンホテル間を結んでいた系統に加え、新たに新静岡 - 浜岡営業所を結ぶ系統が開設された。相良営業所と菊川営業所が共管し、浜岡営業所の専属車両が担当した。
  - 「東名静岡浜松線」と同様に東名高速道路を経由するため、トップドアの観光・高速タイプの車両が使用され、予備車を含めた車両の効率的な運用のため、開設時に「東名静岡浜松線」も浜岡営業所の担当となった。
  - 1987年（昭和62年）7月 - 菊川営業所廃止に伴い浜岡営業所に移管された。

### 平田大坂線
- 概説
  - 1950年代末期に「菊川大坂線」の平田経由を分離して開設された。
  - 菊川 - 平田間は「御前崎線」が、上平川 - 平田間は「相良掛川線」が併行していた。
  - 1970年代半ばに菊川病院を経由する系統が誕生し通院需要にも対応し、1970年代後半には大東町役場も経由するようになったが、利用者減少により1980年代後半に廃止された。
- 沿革
  - 1959年（昭和34年）- 「菊川大坂線」の平田経由は「平田大坂線」に分離されており、次の経路を1日5往復の運行であった。[24]
    - 菊川駅前 - 五丁目 - 上平川 - 平田 - 生仁場 - 中村 - 大坂

  - 1967年（昭和42年）静岡鉄道駿遠線の新袋井 - 新三俣間が廃止され、南大坂駅の跡地にバスターミナル（反転地）が開設された。また、新三俣経由にルートが変更された。
    - 菊川駅 - 菊川五丁目 - 西横地 - 平田 - 生仁場 - 中村 - 新三俣 - 南大坂

  - 1975年（昭和50年）の時刻表では1日6往復運行されており、内1往復は中村までの区間便であった。また、同年9月に増築により大幅に増床された菊川病院を経由する系統が菊川駅行の午前の上り1便と午後の南大坂行下り1便に設定された。[30]
    - 菊川駅 - 西通り - 五丁目下 - 東名菊川 - 西横地 - 平田 - 生仁場 - 中村 - 新三俣 - 南大坂
    - 菊川駅 - 西通り - 五丁目下 - 東名菊川 - 西横地 - 平田 - 生仁場 - 中村
    - 菊川駅 - 菊川病院前 - 五丁目下 - 東名菊川 - 西横地 - 平田 - 生仁場 - 中村 - 新三俣 - 南大坂

  - 1978年（昭和53年）- 大東町役場にバスターミナルが開設され、大東町役場を経由するルートに変更された。[31]
    - 菊川駅 -（西通り・菊川病院前）- 五丁目下 - 東名菊川 - 西横地 - 平田 - 生仁場 - 中村 - 大東町役場 - 新三俣 - 南大坂

  - 1985年（昭和60年）の時刻表では、平日5往復、内大東町役場区間便1往復、日祝日は4往復に減便され、病院経由も朝の南大坂発上り1本のみとなっている。[32]
    - 菊川駅 - 西通り - 五丁目下 - 東名菊川 - 西横地 - 平田 - 生仁場 - 中村 - 大東町役場 - 新三俣 - 南大坂
    - 菊川駅 - 西通り - 五丁目下 - 東名菊川 - 西横地 - 平田 - 生仁場 - 中村 - 大東町役場
    - 菊川駅 - 菊川病院前 ← 五丁目下 ← 東名菊川 ← 西横地 ← 平田 ← 生仁場 ← 中村 ← 大東町役場 ← 新三俣 ← 南大坂

  - 1987年（昭和62年）7月 - 浜岡営業所に移管された。
  - 1988年（昭和63年）9月10日 - 利用者減少により廃止された。[27]

### 内田大坂線
- 概説
  - 1950年代末期に「菊川大坂線」の井崎経由を分離して開設され、中村経由と土方経由の2系統が存在し、土方経由は井崎 - 大坂間が「掛川大坂線」と併行していた。
  - 1970年代半ばに「平田大坂線」同様に菊川病院を経由する系統が誕生し、1970年代後半には大東町役場を経由するようになったが、利用者減少により1990年代前半に廃止された。
- 沿革
  - 1959年（昭和34年）-「菊川大坂線」の井崎経由が「内田大坂線」として分離され、中村経由が1日4往復、土方経由が1日2往復の計6往復が運行されていた。土方 - 大坂間は「掛川大坂線」が併行していた。[24]
    - 中村経由：菊川駅前 - 五丁目 - 応声院前 - 井崎 - 生仁場 - 中村 - 大坂
    - 土方経由：菊川駅前 - 五丁目 - 応声院前 - 井崎 - 土方 - 大坂

  - 1967年（昭和42年）静岡鉄道駿遠線の新袋井 - 新三俣間が廃止され、南大坂駅の跡地にバスターミナル（反転地）が開設された。
  - 1972年（昭和47年）11月現在の路線図では土方経由は既に廃止されている。[33]
  - 1975年（昭和50年）の時刻表では1日9往復運行されており、内4往復が井崎区間便、１往復が生仁場区間便で、午前の井崎発菊川行1本、午後の井崎行1本のみが菊川病院経由であった。[34]
    - 菊川駅前 - 西通り - 菊川五丁目 - 応声院前 - 井崎 - 生仁場 - 中村 - 南大坂
    - 菊川駅前 - 西通り - 菊川五丁目 - 応声院前 - 井崎 - 生仁場
    - 菊川駅前 - 西通り - 菊川五丁目 - 応声院前 - 井崎
    - 菊川駅前 - 菊川病院前 - 菊川五丁目 - 応声院前 - 井崎

  - 1978年（昭和53年）- 大東町役場にバスターミナルが開設され、大東町役場を経由するルートに変更された。[31]
  - 1985年（昭和60年）4月の時刻表では平日4.5往復、内2.5往復が井崎区間便、日祝日4往復、内2往復が井崎区間便で、経日、日祝日ともに午前の井崎発菊川行1本のみが菊川病院経由であった。なお、生仁場区間系統は廃止されている。[35]
    - 菊川駅 - 西通り - 菊川五丁目 - 応声院前 - 井崎 - 生仁場 - 中村 - 大東町役場 - 南大坂
    - 菊川駅 - 西通り - 菊川五丁目 - 応声院前 - 井崎
    - 菊川駅 ← 菊川病院前 ← 菊川五丁目 ← 応声院前 ← 井崎

  - 1987年（昭和62年）7月 - 浜岡営業所に移管された。
  - 1992年（平成4年）3月16日 - 利用者減少により廃止された。[27]

## 休廃止路線

### 国道本線
- 運行系統および主要停留所
  - 急行
    - 金谷 - 島田 - 藤枝駅前 - 藤枝大手 - 岡部 - 静岡駅前 - 清水 - 興津

  - 普通
    - 袋井 - 掛川 - 堀之内 - 金谷 - 島田 - 藤枝駅前 - 藤枝大手 - 岡部 - 静岡駅前
    - 清水 - 興津
- 概説
  - 1930年代に静岡電気鉄道が袋井 - 興津間の直通運転を構想し、静岡鉄道が戦後に開設した路線である。1950年代末期には袋井 - 金谷間、金谷 - 静岡間、静岡 - 興津間に区間分離され、菊川営業所は袋井 - 金谷間を管轄した。

### 西部国道本線
- 運行系統および主要停留所
  - 袋井駅前 - 中央町 - 久津部学校前 - 原川 - 和光橋 - 鳥居町 - 連雀 - 掛川駅前 - 神代地 - 仁藤 - 葛川 - 満水(たまり) - 堀の内小学校前 - 菊川駅前 - 日之出町 - 和田 - 吉沢 - 沢水加（さばか）- 大沢原 - 猪土居 - 金谷中学校前 - 金谷駅前
- 概説
  - 1950年代末期に「国道本線」が東部、中部、西部に分割され、「西部国道本線」の袋井 - 金谷間を袋井営業所、掛川営業所、菊川営業所が共管した。
  - 1950年代から「国道本線」と併行して浜松 - 静岡間の急行路線が計画されたが、途中区間の大井川鉄道との競願問題のため利益配分について交渉は難航し、ようやく1960年代に大井川鉄道との2社相互乗り入れで「急行静岡掛川線」、大井川鉄道、遠州鉄道との3社相互乗り入れで「急行静岡浜松線」、遠州鉄道との相互乗り入れで「掛川浜松線（準急）」が開設された。また、金谷駅以東の「中部国道本線」と併行して大井川鉄道との相互乗り入れで「急行静岡金谷線」も開設されている。
  - 1970年代には「西部国道線」となり、さらに掛川で系統が分離された。

### 沢水加線
- 運行系統および主要停留所
  - 菊川駅前 - 静鉄菊川営業所 - 和田 - 原段 - 公民館前 - 沢水加（さばか）
- 概説
  - 1962年（昭和37年）6月 - 「西部国道本線」の和田停留所から沢水加地区に分岐する「沢水加線」が開設された。菊川駅前 - 和田間を「西部国道本線」と「倉沢線」が併行していた。なお、「西部国道本線」の沢水加停留所は畑無に名称変更された。[36]
  - 1972年（昭和47年）の路線図では次の経路を運行していた。[33]
    - 沢水加線：菊川駅前 - 静鉄菊川営業所 - 和田 - 原段 - 公民館前 - 沢水加
    - 倉沢線   ：菊川駅前 - 静鉄菊川営業所 - 和田 - 吉沢橋 - 吉沢 - 友田 - 上倉沢
    - 西部国道線：掛川駅前 -（略）- 菊川駅前 - 静鉄菊川営業所 - 和田 - 吉沢橋 - 吉沢 - 千駄原 - 畑無（旧沢水加）- 大沢原 -（略）- 金谷駅前

  - 1973年（昭和48年）3月 - 利用者減少により廃止された。[10]

### 浜岡線
- 運行系統および主要停留所
  - 金谷駅 - 猪土井 - 六本松 - 大沢原 - 仁王辻 - 丸尾原下 - 新野原 - 下朝比奈 - 浜岡町 - 浜岡営業所
  - 金谷駅 - 猪土井 - 六本松 - 大沢原 - 仁王辻 - 丸尾原下 - 新野原 - 下朝比奈 - 浜岡町 - 浜岡中学校前 - 東海病院前 - 浜岡町役場 - 浜岡営業所
- 概説
  - 掛川駅、菊川駅、金谷駅、島田駅を起点に小笠、榛南地域に路線網の拡大を図りたい大井川鉄道との競願交渉の末に開設した路線である。[37]
  - 開設当初は金谷駅から仁王辻を経由して浜岡町を結ぶ菊川営業所浜岡支所（現 浜岡営業所）の管轄路線であったが、1980年代半ばに仁王辻まで区間を縮小し「菊川仁王辻線」に整理され廃止となった。
- 沿革
  - 1958年（昭和33年）6月5日開設。運行経路は次のとおり。[15]
    - 金谷駅 - 猪土井 - 六本松 - 大沢原 - 仁王辻 - 丸尾原下 - 新野原 - 下朝比奈 - 浜岡町

  - 1977年（昭和52年）2月現在の路線図では次の運行経路であった。[26]
    - 金谷駅 - 猪土井 - 六本松 - 大沢原 - 仁王辻 - 丸尾原下 - 新野原 - 下朝比奈 - 浜岡町 - 浜岡営業所

  - 1981年（昭和56年）浜岡町役場の新築移転に伴い浜岡町役場経由が設定された。
  - 1984年（昭和59年）の路線図では次の経路を運行していた。[20]
    - 金谷駅 - 猪土井 - 六本松 - 大沢原 - 仁王辻 - 丸尾原下 - 新野原 - 下朝比奈 - 浜岡町 - （浜岡中学校前 - 東海病院前 - 浜岡町役場） - 浜岡営業所

  - 1985年（昭和60年）3月14日 - 丸尾原下 - 浜岡営業所間が廃止され、「菊川・仁王辻線」に整理された。[27]

### 菊川榛原線
- 運行系統および主要停留所
  - 菊川駅前 - 六郷小学校前 - 牛渕 - 牧之原中学校前 - 大曲 - 水呑 - 大久保 - 朝生橋 - 庄内宮前 - 榛原町駅前
  - 菊川駅前 - 六郷小学校前 - 牛渕 - 牧之原中学校前 - 丸尾原下
- 概説
  - 掛川駅、菊川駅、金谷駅、島田駅を起点に小笠、榛南地域に路線網の拡大を図りたい大井川鉄道との競願交渉の末に1950年代後半に開設された路線である。[37]
  - 菊川駅と榛原町（現・静波海岸入口）を県道235号を経由して結び、相良営業所（榛原営業所）との共管路線であった。
  - 末期は菊川駅 - 仁王辻間と大久保 - 榛原町間に分割され菊川側の系統は「菊川仁王辻線」となった。

### 神尾線
- 運行系統および主要停留所
  - 菊川駅 - 菊川病院前 - 菊川農協前 - 五丁目東 - 六郷小学校前 - 小笠農高前 - 大平 - 神尾上
- 概説
  - 菊川駅と六郷地区を結ぶ路線であり、六郷小学校から東横地の小笠農業高校（現 小笠高校）を経由して牛淵川に沿って神尾地区を終点としいていた。小笠農業高校が東横地に移転した2年後の1970年（昭和45年）に、地元からの強い要望により開設されたが、当時はマイカーが急速に普及する時期であったため、1984年（昭和59年）には利用者は開設当初の10分の1以下まで減少し、1980年代後半には廃止された。[10]
  - 平成に入ると菊川文化会館アエルや菊川総合病院が六郷、東横地に新築移転したため、1990年代末期には再び小笠農業高校や菊川総合病院を経由する系統が「御前崎線」に開設された。
- 沿革
  - 1968年（昭和43年） - 小笠農業高校が半済から東横地に移転開校した。
  - 1970年（昭和45年）6月15日 - 小笠農業高校を経由して菊川駅と神尾地区を結ぶ路線として開設された。菊川駅前 - 六郷小学校区間は「菊川榛原線」が併行していた。[38]
    - 神尾線：
      - 菊川駅 - 菊川病院前 - 菊川会館前 - 五丁目東 - 六郷小学校前 - 小笠農高前 - 大平 - 神尾

    - 菊川榛原線：
      - 菊川駅 - 菊川病院前 - 菊川会館前 - 五丁目東 - 六郷小学校前 - 牛渕 - 牧之原中学校前 - 大久保 - 榛原町駅前
      - 菊川駅 - 菊川病院前 - 菊川会館前 - 五丁目東 - 六郷小学校前 - 牛渕 - 仁王辻 - 丸尾原下

  - 1975年（昭和50年）の時刻表では1日5往復の運行であった。[39]
  - 1977年（昭和52年）の路線図では次の経路を運行していた。[26]
    - 菊川駅 - 菊川病院前 - 菊川会館前 - 五丁目東 - 六郷小学校前 - 小笠農高前 - 大平 - 神尾

  - 1985年（昭和60年）の時刻表では1日3往復に減便されており、終点が神尾上となっている。[40]
  - 1987年（昭和62年）4月1日 - 利用者減少により廃止された。[27]

### 丹野線
- 概説
  - 「御前崎線」の旧小笠町赤土地区から分岐し、菊川支流の丹野川に沿って丹野地区を結ぶ路線であった。
- 沿革
  - 1972年（昭和47年）の路線図では次の経路を運行していた。[33]
    - 菊川駅前 - 西通り - 三軒家（東名菊川） - 西横地 - 平田 - 郵便局前 - 赤土 - 赤土上 - 川上 - 丹野

  - 1975年（昭和50年）の時刻表では1日4往復の運行であった。[41]
  - 1977年（昭和52年）の路線図では道路整備により郵便局前 - 川上間の運行経路が変更されている。[26]
    - 菊川駅前 - 東名菊川 - 西横地 - 平田 - 郵便局前 - 青葉通り - 棚草 - 川上 - 丹野

  - 1985年（昭和60年）4月の時刻表では1日3往復の運行に減便されている。[42]
  - 1987年（昭和62年）4月1日 - 利用者減少により廃止された。[27]

### 堀ノ内・大坂線、菊川大坂線
- 概説
  - 大正時代に堀之内軌道運輸が堀之内駅と当時の中遠鉄道の終着駅であった南大坂を結ぶ路線を開設し、藤相鉄道を経て静岡鉄道に承継された路線であった。
  - 1950年代後半に井崎経由が「内田大坂線」に、平田経由が「平田大坂線」に分離された。
- 沿革
  - 1925年（大正14年）9月28日 - 堀之内軌道運輸が堀之内 - 大坂間に路線を開設した。[4]
    - 堀之内 - 半済 - 杉森 - 大石 - 大坂

  - 1931年（昭和6年）12月20日 - 堀之内軌道運輸が平田経由の系統を開設した。[4]
    - 堀之内 - 半済 - 西横地 - 平田 - 大石 - 大坂

  - 1935年（昭和10年）7月 - 堀之内軌道運輸が乗合自動車事業を藤相鉄道に譲渡し、営業権が藤相鉄道に承継された。
  - 1953年（昭和28年）9月改正の静岡鉄道の時刻表および路線図では「堀之内・大坂線」として次の2系統で運行されていた。[43]
    - 平田経由： 堀之内 - 平田 - 大石 - 大坂
    - 井崎経由： 堀之内 - 応声院 - 井崎 - 大坂

  - 1954年（昭和29年） 堀之内町、六郷村、加茂村、横地村、内田村の1町4村が合併して菊川町が誕生したことにより堀之内駅が菊川駅に改称され、路線名も「菊川大坂線」となった。
  - 1958年（昭和33年）の時刻表では次の経路を運行していた。[44]
    - 菊川駅前 - 五丁目 - 上平川 - 平田 - 生仁場 - 大石 - 中村 - 大坂
    - 菊川駅前 - 五丁目 - 応声院前 - 井崎 - 生仁場 - 大石 - 中村 - 大坂

  - 1959年（昭和34年）の時刻表では「平田大坂線」「内田大坂線」に分離されている。[24]
    - 平田大坂線
      - 菊川駅前 - 五丁目 - 上平川 - 平田 - 生仁場 - 中村 - 大坂

    - 内田大坂線
      - 中村経由：菊川駅前 - 五丁目 - 応声院前 - 井崎 - 生仁場 - 中村 - 大坂
      - 土方経由：菊川駅前 - 五丁目 - 応声院前 - 井崎 - 土方 - 大坂